# Surgical and Radiologic Anatomy
Surgical and Radiologic Anatomy is een internationaal, aan collegiale toetsing onderworpen wetenschappelijk tijdschrift op het gebied van de anatomie, chirurgie en beeldvormend medisch onderzoek. De naam wordt in literatuurverwijzingen meestal afgekort tot Surg. Radiol. Anat. Het wordt uitgegeven door Springer Science+Business Media en verschijnt 10 keer per jaar.